# Lucius Papirius Crassus (Konsulartribun 368 v. Chr.)
Lucius Papirius Crassus soll ein Politiker der frühen Römischen Republik und 368 v. Chr. Konsulartribun gewesen sein.
Er wird von den Fasti Capitolini und vom römischen Historiker Titus Livius jeweils an der fünften Stelle eines sechsköpfigen Kollegiums von Konsulartribunen genannt. Laut den Fasti Capitolini habe Papirius’ Vater das Pränomen Spurius und sein Großvater das Pränomen Gaius geführt. Diodor gibt in seinem Geschichtswerk jedoch nur die ersten drei der insgesamt sechs von den Fasti Capitolini und Livius erwähnten Namen wieder, so dass bei ihm Papirius’ Name fehlt. Der Althistoriker Friedrich Münzer schließt daraus, dass die drei von Diodor nicht aufgezählten Namen, also auch jener des Papirius, gefälscht seien.